# Aulos (Ariège)
Aulos korábbi község Franciaországban, Ariège megyében. Lakosainak száma 54 fő (2018. január 1.). Aulos Les Cabannes, Château-Verdun, Larcat, Sinsat és Verdun községekkel határos.
2019. január 1-jén Sinsat korábbi községgel egyesült és az így létrejött Aulos-Sinsat új község része lett.

## Népesség
A település népessége az elmúlt években az alábbi módon változott:
| Lakosok száma | 71   | 91   | 60   | 38   | 58   | 54   | 56   | 55   | 54   | 54   |
|               | 1962 | 1968 | 1982 | 1990 | 2006 | 2008 | 2013 | 2015 | 2017 | 2018 |